# Дзюра Володимир Олексійович
Дзюра Володимир Олексійович (нар. 18 жовтня 1982, у м. Дрогобич) — вчений в галузі галузевого і загального машинобудування, доктор технічних наук, професор кафедри автомобілів Тернопільського національного технічного університету імені Івана Пулюя, відмінник освіти.

## Вчені ступені, звання
Кандидатську дисертацію захистив 2008 року, керівник — професор Гевко Б. М., Тернопільський державний технічний університет імені Івана Пулюя, м. Тернопіль
Докторську дисертацію захистив 2021 році у Національному університеті «Львівська політехніка», м. Львів, Україна. Звання професора отримав 2022 році.
Науковим консультантом Володимира Олексійовича був провідний український вчений професор Павло Орестович Марущак.

## Наукові інтереси
Забезпечення параметрів якості поверхонь деталей машин, створення на поверхнях деталей машин регулярних та частково регулярних мікрорельєфів. Дзюра В. О. опублікував 276 праць, зокрема: 250 наукових та 26 навчально-методичного характеру, у тому числі 105 патентів на винаходи та корисні моделі України, 4 монографії 87 наукових статей, опублікованих у вітчизняних і міжнародних рецензованих фахових виданнях. Учасник 54 міжнародних і всеукраїнських науково-практичних конференцій.

## Грамоти та нагороди

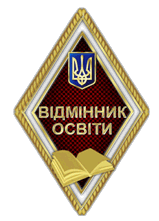

Нагрудний знак «Відмінник освіти» (наказ МОН № 10 к від 03.04.2024), Почесна грамота Міністерства освіти і науки, молоді та спорту України (наказ від 08.06.2012 № 223к № 1051), грамота голови Тернопільської обласної ради (розпорядження № 95 від 13.05.2010 р.), тричі стипендіат Стипендії Кабінету Міністрів України для молодих учених.

## Вибрані праці
- Дзюра В. О. Сучасні проблеми та напрями покращення експлуатаційних властивостей поверхонь деталей машин / Володимир Олексійович Дзюра, В. О. Семеген // Матеріали Міжнародної науково-практичної конференції «Процеси, машини та обладнання агропромислового виробництва: проблеми теорії та практики», 29-30 вересня 2022 року. — Т. : ФОП Паляниця В. А., 2022. — С. 142. — (Нові матеріали, міцність та довговічність конструкцій).
- Бабій А. В., Дзюра В. О., Головецький І. В. Дослідження впливу вертикальних коливань штанги обприскувача на рівномірність обприскування. Центральноукраїнський науковий вісник. Технічні науки. 2022. Вип. 5(36)_І. С. 216—226
- Dynamics of relative torsional vibrations in the formation of a regular microrelief on internal cylindrical surfaces / Volodymyr Dzyura, Andrii Babii, Ihor Okipnyi, Dmytro Radyk, Ihor Tkachenko, Olha Myshkovych, Mariia Sokil, Vladyslav Sytarchuk // Scientific Journal of TNTU. — Tern. : TNTU, 2021. — Vol 104. — No 4. — P. 5–14.
- Динаміка відносних крутильних коливань при формуванні регулярного мікрорельєфу на внутрішніх циліндричних поверхнях / В. О. Дзюра, П. О. Марущак, Д. Л. Радик, М. Б. Сокіл // Центральноукраїнський науковий вісник. Технічні науки. — Кропивницький: ЦНТУ, 2022, — 5(36), ч. І. — С. 3-14.
- О. Л. Ляшук, О. П. Цьонь, В. О. Дзюра, М. В. Бабій, М. Є. Кристопчук, С. В. Лисенко, Ю. Д. Бодоряк. Дослідження безпеки дорожнього руху на автошляхах / Центральноукраїнський науковий вісник. Технічні науки. 2022. Вип. 5(36) с. 311—317.
- Технологічні методи забезпечення параметрів якості поверхонь тіл обертання та їх профілометричний контроль / В. О. Дзюра, П. О. Марущак. — Тернопіль: ФОП Паляниця В. А., 2021. — 170 с.
- Dzyura V. Dynamics of regular microrelief formation on internal cylindric surfaces / Volodymyr Dzyura // Scientific Journal of TNTU. — Tern. : TNTU, 2021. — Vol 101. — No 1. — P. 115—128.
- Дзюра В. О. Технологічні методи забезпечення параметрів якості поверхонь тіл обертання та їх профілометричний контроль: Монографія / Дзюра В. О., Марущак П. О. . — Тернопіль: ФОП Паляниця В. А. , 2021—170 с. — ISBN 978-617-7875-23-8.
- Марущак П. О. Виявлення мікродефектів на поверхні кородованої сталевої труби / Марущак П. О., Литвиненко Я. В., Дзюра В. О., Біщак Р. Т., Полутренко М. С. // Фізико-хімічна механіка матеріалів , 2020 — с.103-111
- Дворізцева адаптивна розточувальна головка: пат. на корисну модель 142221 Україна / Дзюра Володимир Олексійович, Ткаченко Ігор Григорович, Качалуба Тарас Романович (Україна). № u 2019 10858 ; заявл. 04.11.2019 ; опубл. 25.05.2020, Бюл. № 10. 4 с. : іл.
- Кучвара І. М. Конспект лекцій з курсу логістичні системи на транспорті / укл. : І. М. Кучвара, В. О. Дзюра, Ю. Я. Вовк. — Тернопіль: ТНТУ імені Івана Пулюя, 2020. — 139 с.
- Дзюра В. О. Розрахунок кінематичних параметрів руху деформувального елемента при формуванні регулярних мікрорельєфів на торцевих поверхнях тіл обертання / В. О. Дзюра, І. Г. Ткаченко // Матеріали Міжнародної науково-технічної конференції «Фундаментальні та прикладні проблеми сучасних технологій» до 60-річчя з дня заснування Тернопільського національного технічного університету імені Івана Пулюя та 175-річчя з дня народження Івана Пулюя, 14-15 травня 2020 року. — Т. : ТНТУ, 2020. — С. 70–71. — (Сучасні технології в машино- та приладобудуванні).
- Гвинтовий скребок трубчастого транспортера-змішувача: пат. на корисну модель 142752 Україна / Ляшук Олег Леонтійович, Рогатинський Роман Михайлович, Гевко Роман Богданович, Довбуш Тарас Анатолійович, Дзюра Володимир Олексійович, ЛВітровий Андрій Орестович (Україна). № u 2020 00071 ; заявл. 02.01.2020; опубл. 25.06.2020, Бюл.№ 12. 4 с. : іл.
- Парковка з системою моніторингу вільних місць / В. О. Дзюра, В. Г. Назарук, С. Ю. Папа, Н. Б. Старик // Збірник тез доповідей ІX Міжнародної науково-технічної конференції молодих учених та студентів «Актуальні задачі сучасних технологій», 25-26 листопада 2020 року. — Т. : ТНТУ, 2020. — Том 1. — С. 161. — (Сучасні технології на транспорті).
- Уточнений метод апріорно-емпіричних функцій визначення закону розподілу та його характеристик на основі малої вибірки / П. Д. Кривий, Н. М. Тимошенко, В. О. Дзюра, В. Р. Кобельник // Матеріали Міжнародної науково-технічної конференції «Фундаментальні та прикладні проблеми сучасних технологій» до 60-річчя з дня заснування Тернопільського національного технічного університету імені Івана Пулюя та 175-річчя з дня народження Івана Пулюя, 14-15 травня 2020 року. — Т. : ТНТУ, 2020. — С. 132—133. — (Моделювання в наукоємних технологіях).
- Яцишин О. М. Циліндро-поршневий механізм двигуна внутрішнього згорання / О. М. Яцишин, А. А. Кромець, В. О. Дзюра // Збірник тез доповідей ІX Міжнародної науково-технічної конференції молодих учених та студентів «Актуальні задачі сучасних технологій», 25-26 листопада 2020 року. — Т. : ТНТУ, 2020. — Том 1. — С. 160. — (Сучасні технології на транспорті).
- Система нічного водіння автомобіля / Н. А. Чорний, Н. Р. Константинів, І. В. Петушенко, В. О. Дзюра // Збірник тез доповідей ІX Міжнародної науково-технічної конференції молодих учених та студентів «Актуальні задачі сучасних технологій», 25-26 листопада 2020 року. — Т. : ТНТУ, 2020. — Том 1. — С. 162. — (Сучасні технології на транспорті).
- Дзюра В. О. Визначення площі канавок трикутної форми частково регулярного мікрорельєфу, сформованого на торцевих поверхнях тіл обертання / В. О. Дзюра // Вісник Хмельницького національного університету. Технічні науки. — 2020. — № 2. — С. 62-67. — Режим доступу: http://nbuv.gov.ua/UJRN/Vchnu_tekh_2020_2_10. DOI 10.31891/2307-5732-2020-283-2-62-67
- Дзюра В. О. Класифікація частково регулярних мікрорельєфів, сформованих на торцевих поверхнях тіл обертання. / В. О. Дзюра // Центральноукраїнський науковий вісник. Технічні науки. — 2020. — Вип. 3(34). — С.129-135.
- Дзюра В. О. Розрахунок кінематичних параметрів руху деформувального елемента при формуванні регулярних мікрорельєфів на торцевих поверхнях тіл обертання / В. О. Дзюра, І. Г. Ткаченко // Матеріали Міжнародної науково-технічної конференції «Фундаментальні та прикладні проблеми сучасних технологій» до 60-річчя з дня заснування Тернопільського національного технічного університету імені Івана Пулюя та 175-річчя з дня народження Івана Пулюя, 14-15 травня 2020 року. — Т. : ТНТУ, 2020. — С. 70–71. — (Сучасні технології в машино- та приладобудуванні).
- Качалуба Т. Р. Визначення конструктивних параметрів адаптивної розточної головки / Т. Р. Качалуба, В. О. Дзюра, І. Г. Ткаченко // Збірник тез доповідей Ⅷ Міжнародної науково-технічної конференції молодих учених та студентів «Актуальні задачі сучасних технологій», 27-28 листопада 2019 року. — Т. : ТНТУ, 2019. — Том 1. — С. 92–93. — (Сучасні технології в будівництві, машино- та приладобудуванні).
- Ляшук О. Л. Створення та модернізація транспортно-технологічних механізмів машин і обладнання / О. Л. Ляшук, Р. Б. Гевко, В. О. Дзюра, О. М. Кирик, А. П. Довбиш. — Тернопіль: ФОП Паляниця В. А., 2019. — 167 с.
- Шевчук В. Прискорення масштабування транспортних підприємств / В. Шевчук, В. Дзюра // Збірник тез Ⅱ Міжнародної наукової конференції молодих учених та студентів «Філософські виміри техніки», 4-5 грудня 2019 року. — Т. : ТНТУ, 2019. — С. 67. — (Соціальні аспекти техніки).
- Сліди коліс транспортних засобів: Інформаційний посібник / . — Тернопіль: ФОП Паляниця В. А. , 2019 — 98 с. — ISBN 978-617-7331-87-1.
- Методичні вказівки до виконання курсової роботи з дисципліни «Транспортні засоби» для студентів денної форми навчання спеціальності 275 «Транспортні технології (на автомобільному транспорті)» / . — Тернопіль: ТНТУ , 2018 — 60 с.
- Дзюра В. О. Інструмент для вібраційного обкочування внутрішніх циліндричних поверхонь і методика визначення його конструктивних параметрів / Дзюра В. О., А. Й. Матвіїшин, О. Ю. Радзіховский // Збірник тез доповідей Ⅶ Міжнародної науково-технічної конференції молодих учених та студентів «Актуальні задачі сучасних технологій», 28-29 листопада 2018 року. — Т. : ТНТУ, 2018. — Том 1. — С. 151—152. — (Сучасні технології в будівництві, машино- та приладобудуванні).
- Методичні вказівки до виконання курсової роботи з дисципліни «Транспортні засоби» для студентів денної форми навчання спеціальності 275 «Транспортні технології (на автомобільному транспорті)» для здобуття освітнього рівня «Бакалавр» / укл. : М. В. Бабій, П. В. Попович, В. О. Дзюра. — Тернопіль: Вид-во ТНТУ імені Івана Пулюя, 2018. — 60 с.
- Оцінка довговічності засобів транспорту в АПК з урахуванням впливу агресивних середовищ: монографія / Попович П. В., Марущак П. О., Дзюра В. О., Шевчук О. С. — Тернопіль: Тернопільський національний технічний університет імені Івана Пулюя, 2018. –281 с.
- Дзюра В. О. Гальмівні диски з покращеними експлуатаційними властивостями / Володимир Дзюра, Ігор Ткаченко // Матеріали Міжнародної науково-технічної конференції «Фундаментальні та прикладні проблеми сучасних технологій» до 100 річчя з дня заснування НАН України та на вшанування пам'яті Івана Пулюя (100 річчя з дня смерті), 22-24 травня 2018. — Т. : ТНТУ, 2018. — С. 100. — (Сучасні технології в машино- та приладобудуванні).
- Швець А. М. Інструмент для обкатування зовнішніх циліндричних поверхонь кульками / А. М. Швець, І. Г. Ткаченко, В. О. Дзюра // Збірник тез доповідей Ⅶ Міжнародної науково-технічної конференції молодих учених та студентів «Актуальні задачі сучасних технологій», 28-29 листопада 2018 року. — Т. : ТНТУ, 2018. — Том 1. — С. 174—175. — (Сучасні технології в будівництві, машино- та приладобудуванні).
- Оцінка довговічності засобів транспорту в АПК з урахуванням впливу агресивних середовищ: Монографія / . — Тернопіль: ТНТУ , 2018—280 с. — ISBN 978-966-305-092-8.
- Будна Х. С. Розвиток автотранспорту на основі впровадження альтернативних джерел палива / Х. С. Будна, В. О. Дзюра, Н. Б. Гаврон // Збірник тез доповідей Ⅶ Міжнародної науково-технічної конференції молодих учених та студентів «Актуальні задачі сучасних технологій», 28-29 листопада 2018 року. — Т. : ТНТУ, 2018. — Том 1. — С. 193—194. — (Сучасні технології в будівництві, машино- та приладобудуванні).
- V. O. Dzyura, P. O. Maruschak, I. M. Zakiev, A. P. Sorochak, Analysis of Inner Surface Roughness Parameters of Loadcarrying and Support Elements of Mechanical Systems, International Journal of Engineering (IJE), TRANSACTIONS B: Applications Vol. 30, No. 8, (August 2017) 1170—1175
- Дячун А. Є. Дослідження методом 3d сканування шорсткості гвинтових поверхонь після процесу ударного зміцнення / А. Є. Дячун, В. О. Дзюра, В. М. Клендій, О. Л. Третьяков // Сільськогосподарські машини. Збірник наукових статей. — Луцьк, 2017. — № 38. — С. 66-74.
- Патент на корисну модель № 121381, Україна МПК B24B 39/00 (2017.01), заявник і власник патенту Тернопільський національний технічний університет імені Івана Пулюя. — № u 2017 02298. Заявл. 13.03.2017, Опубл. 11.12.2017, бюл. № 23. — 19с.
- Дзюра В. О. Покращення функціонування вулично-дорожної мережі міста за на основі аналізу статистичних даних / В. О. Дзюра, Л. М. Романовська // Матеріали ⅩⅩ наукової конференції ТНТУ ім. І. Пулюя, 17-18 травня 2017 року. — Т. : ТНТУ, 2017. — С. 56–57. — (Сучасні технології на транспорті).
- Lyashuk, О., Sokil, M., Vovk, Y., Tson, O., Dzyura, V. The impact of the kinematic parameters of bounce and pitch motions of sprung mass on wheeled vehicles handling. Scientific Journal of Silesian University of Technology. Series Transport. 2017, 97, 81-91. ISSN: 0209-3324. DOI: https://doi.org/10.20858/sjsutst.2017.97.8.
- Дослідження корозійно — втомної поведінки матеріалів несучих систем транспортних засобів / П. В. Попович, В. О. Дзюра, О. С. Шевчук, Н. Б. Гаврон // Праці конференції «Пошкодження матеріалів під час експлуатації, методи його діагностування і прогнозування», 19-22 вересня 2017 року. — Т. : ТНТУ, 2017. — С. 230—233. — (Оцінювання залишкового ресурсу елементів конструкцій).
- Дзюра В. О. Вплив розміщення деформувальних елементів на параметри регулярного мікрорельєфу. Наукові нотатки. Міжвузівський збірник (за галузями технічних наук) Луцьк, 2017. Випуск 60. — с. 100—112.
- Цьонь О. П. [Електронний ресурс] / Цьонь Олег Петрович, Вовк Юрій Ярославович, Вовк Ірина Петрівна, Дзюра Володимир Олексійович, Tson Oleg, Vovk Yuriy, Vovk Iryna Petrivna, Dzyura Volodymyr , 2017 — Режим доступу: http://elartu.tntu.edu.ua/handle/lib/21521
- Цьонь О. П. [Електронний ресурс] / Цьонь Олег Петрович, Вовк Юрій Ярославович, Вовк Ірина Петрівна, Дзюра Володимир Олексійович, Tson Oleg, Vovk Yuriy, Vovk Iryna Petrivna, Dzyura Volodymyr , 2017 — Режим доступу: http://elartu.tntu.edu.ua/handle/lib/21520
- Пошкодження матеріалів під час експлуатації, методи його діагностування і прогнозування. Праці V Міжнародної науково-технічної конференції, (Тернопіль 19-22 вересня 2017 р.) — Тернопіль: Тернопільський національний технічний університет імені Івана Пулюя, 2017. — 264 с.
- Дзюра В. О. Обгрунтування швидкості руху на міських вулицях і дорогах / В. О. Дзюра, М. В. Стецик // Збірник тез доповідей Ⅵ Міжнародної науково-технічної конференції молодих учених та студентів «Актуальні задачі сучасних технологій», 16-17 листопада 2017 року. — Т. : ТНТУ, 2017. — Том 3. — С. 23–24. — (Сучасні технології на транспорті).
- Dzyura V. O. Ways of improvement of the city road network functioning / V. O. Dzyura, R. R. Orenchuk // Збірник тез доповідей Ⅵ Міжнародної науково-технічної конференції молодих учених та студентів «Актуальні задачі сучасних технологій», 16-17 листопада 2017 року. — Т. : ТНТУ, 2017. — Том 3. — С. 7–8. — (Сучасні технології на транспорті).
- Кривий П. Д. [Електронний ресурс] / Кривий Петро Дмитрович, Дзюра Володимир Олексійович , 2017 — Режим доступу: http://elartu.tntu.edu.ua/handle/lib/21530
- До питання вимірювання шорсткості циліндричних поверхонь деталей машин. Кривий П. Д., Дзюра В. О., Тимошенко Н. М. Транспорт: механічна інженерія, експлуатація, матеріалознавство. Міжнародна науково-технічна конференція, 21-22 вересня 2017 р. — Херсон: Херсонська державна морська академія. , 2017. — С. 23-24.
- Цьонь О. П. [Електронний ресурс] / Цьонь Олег Петрович, Вовк Юрій Ярославович, Вовк Олег Петрович, Дзюра Володимир Олексійович, Tson Oleg, Vovk Yuriy, Vovk Iryna Petrivna, Dzyura Volodymyr , 2017 — Режим доступу: http://elartu.tntu.edu.ua/handle/lib/21523
- Методичні вказівки до виконання практичних робіт з дисципліни «Основи теорії транспортних процесів та систем»: Для студентів 4 курсу денної форми навчання 6.070101 «Транспортні технології» (автомобільний транспорт) / . — Тернопіль: СтереоАрт , 2016 — 38 с. — Режим доступу: http://
- Цьонь О. П. [Електронний ресурс] / Цьонь Олег Петрович, Вовк Юрій Ярославович, Дзюра Володимир Олексійович, Tson Oleg, Vovk Yuriy, Dzyura Volodymyr , 2016 — Режим доступу: http://elartu.tntu.edu.ua/handle/lib/21519
- Методичні вказівки до виконання практичних занять № 10, 11, 12, 13, 14 студентів усіх форм навчання з дисципліни: "Автомобілі. Аналіз конструкцій, робочі процеси та основи розрахунку автомобілів / укл. : М. Г. Левкович, В. О. Дзюра, І. Б. Гевко. — Тернопіль: ТНТУ, 2014. — 34 с.
- Дзюра В. О. Порушення при облаштуванні прибудинкових територій, зокрема місць для зберігання індивідуальних транспортних засобів в межах населених пунктів. В. О. Дзюра. Вісник харківського національного технічного університету сільського господарства імені Петра Василенка, Випуск 169 с. 228—231.
- Дзюра В. О., Кривий П. Д., Сеник А. А., Кобельник В. Р. Сучасні енергетичні установки на транспорті, технології та обладнання для їх обслуговування: матеріали 7-ї Міжнародної науково-практичної конференції 22-23 вересня 2016 року — Херсон: Херсонська державна морська академія, 2016. — С. 188—189.
- Методичні вказівки до лабораторних робіт з дисципліни «Автоматизована система управління на транспорті» (для студентів 4 курсу денної форми навчання 6.070101 Транспортні технології) / . — Тернопіль: СтереоАрт , 2016 — 24 с. — Режим доступу: http://
- Кривий П. Д., Дзюра В. О., Тимошенко Н. М., кривінський П. П. Міцність пресових з'єднань втулка-отвір внутрішньої пластини приводних роликових і втулкових ланцюгів закордонних фірм на основі теорії малої вибірки. Матеріали V Всеукраїнської науково-технічної конференції «прогресивні технології в машинобудуванні», (м. Львів, 8-12 лютого 2016 року) Львів, Львівська політехніка. 2016. — с.52-55.
- Патент на винахід № 112248, Україна МПК G06F 17/10 (2006.01), G01B 21/30(2006.01), G01B 7/34 (2006.01), B23B 25/06 (2006.01), Кривий П. Д., Дзюра В. О., Грицай І. Є., Яцюк В. А. Заявник і власник патенту Тернопільський національний технічний університет імені Івана Пулюя. — № a201503041. Заявл. 02.04.2015, Опубл. 10.08.2016, бюл. № 15. — 13с.
- Цьонь О. П. [Електронний ресурс] / Цьонь Олег Петрович, Вовк Юрій Ярославович, Дзюра Володимир Олексійович, Tson Oleg, Vovk Yuriy, Dzyura Volodymyr , 2016 — Режим доступу: http://elartu.tntu.edu.ua/handle/lib/21522
- Дзюра В. О. Вплив кривини циліндричної поверхні сформованої точінням або розточуванням на її шорсткість [Електронний ресурс] / Дзюра Володимир Олексійович, Кривий Петро Дмитрович, Тимошенко Надія Миколаївна: Тернопільський національний технічний університет ім. Івана Пулюя , 2016 — Режим доступу: http://elartu.tntu.edu.ua/handle/123456789/18246
- Кривий П. Д., Дзюра В. О. Обґрунтування конструктивних параметрів інструмента для формування регулярних мікрорельєфів на внутрішніх циліндричних поверхнях. Важке машинобудування. Проблеми та перспективи розвитку: матеріали XIV Міжнародної науково-технічної конференції 31 травня — 3 червня 2016 року / за заг. ред. В. Д. Ковальова, д-ра техн. наук — Краматорськ: ДДМА, 2016. — С. 46.
- Патент на корисну модель № 105545, Україна. Валик для дослідження шорсткості оброблюваної поверхні. МПК G01N 33/20 (2006.01), Кривий П. Д., дзюра В. О., заявник і власник патенту патенту Тернопільський національний технічний університет імені Івана Пулюя — № u 2015 09039. Заявл. 21.09.2015., Опубл. 25.03.2016, Бюл.№ 6. — 5с.
- Dzyura, Volodymyr. Ways of improvement of the city road network functioning. Journal of Sustainable Development of Transport and Logistics, [S.l.], v. 1, n. 1, p. 11-15, dec. 2016.
- Дзюра В. О. Пристрій для калібрування і виготовлення гвинтових робочих органів зі змінними кроками / В. О. Дзюра, Т. Д. Навроцька // Матеріали ⅩⅨ наукової конференції ТНТУ ім. Ів. Пулюя, 18-19 травня 2016 року — Т. : ТНТУ, 2016 — С. 40. — (Машинобудування).
- Патент на корисну модель № 109558, Спосіб формування регулярного мікрорельєфу на частково-циліндричних поверхнях. Україна МПК (2016.01) B23B 29/0 B24B 39/00 B21H 3/00, Кривий П. Д., Дзюра В. О., заявник і власник патенту патенту Тернопільський національний технічний університет імені Івана Пулюя — № u 2015 02385. Заявл. 30.11.2015 12.03.2016., Опубл. 25.08.2016, Бюл.№ 16. — 4с.
- Патент на корисну модель № 111018, Україна. Спосіб визначення впливу кривизни на шорсткість обробленої поверхні. МПК (2015.01) G01B 21/30, Дзюра В. О., заявник і власник патенту Тернопільський національний технічний університет імені Івана Пулюя — № u 2016 04782. Заявл. 28.04.2016., Опубл. 25.10.2016, Бюл.№ 20. — 16с.
- Дзюра В. О. Порушення при облаштуванні прибудинкових територій, зокрема місць для зберігання індивідуальних транспортних засобів в межах населених пунктів. В. О. Дзюра. Вісник харківського національного технічного університету сільського господарства імені Петра Василенка, Випуск 169 с. 228—231.
- Кривий П., Дзюра В. Інструмент для вібраційного обкочування внутрішніх циліндричних поверхонь і методика визначення його конструктивних параметрів. Науковий вісник ТНТУ, No 2 (82) 2016 p.70-81.
- Патент на корисну модель № 106945, Україна. Дворізцева розточувальна головка з торсіонним гасником коливань. МПК (2015.01) B23B 29/03. Кривий П. Д., Дичковський М. Г., Дзюра В. О., заявник і власник патенту патенту Тернопільський національний технічний університет імені Івана Пулюя — № u 2015 11856. Заявл. 30.11.2015., Опубл. 10.05.2016, Бюл.№ 9. — 9с.
- Дзюра В. О. Імовірнісно-статистичний метод визначення впливу подачі і радіуса при вершині різця на шорсткість поверхні сформованої точінням. Сучасні енергетичні установки на транспорті, технології та обладнання для їх обслуговування: матеріали 7-ї Міжнародної науково-практичної конференції 22-23 вересня 2016 року — Херсон: Херсонська державна морська академія, 2016. — С. 91-92.
- Міцність пресових з'єднань втулка-пластина приводних роликових і втулкових ланцюгів закордонних фірм у імовірнісному аспекті / П. Д. Кривий, В. О. Дзюра, Н. М. Тимошенко, О. М. Грушицький // Матеріали ⅩⅨ наукової конференції ТНТУ ім. Ів. Пулюя, 18-19 травня 2016 року — Т. : ТНТУ, 2016 — С. 53-54. — (Машинобудування).
- Вовк Ю. Я. [Електронний ресурс] / Вовк Юрій Ярославович, Вовк Ірина Петрівна, Цьонь Олег Петрович, Дзюра Володимир Олексійович, Попович Павло Васильович, Шевчук Оксана Степанівна , 2016 — Режим доступу: http://elartu.tntu.edu.ua/handle/lib/21525
- Дзюра В. О. Вимоги до облаштування місць для зберігання індивідуальних транспортних засобів / В. О. Дзюра, К. А. Дерлиця // Збірник тез доповідей Ⅴ Міжнародної науково-технічної конференції молодих учених та студентів «Актуальні задачі сучасних технологій», 17-18 листопада 2016 року — Т. : ТНТУ, 2016 — Том I. — С. 187—188. — (Фізико-технічні основи розвитку нових технологій).
- Вовк Ю. Я. [Електронний ресурс] / Вовк Юрій Ярославович, Вовк Ірина Петрівна, Цьонь Олег Петрович, Дзюра Володимир Олексійович, Попович Павло Васильович, Шевчук Оксана Степанівна , 2016 — Режим доступу: http://elartu.tntu.edu.ua/handle/lib/21524
- Вовк Ю. Я. [Електронний ресурс] / Вовк Юрій Ярославович, Вовк Ірина Петрівна, Дзюра Володимир Олексійович, Цьонь Олег Петрович, Vovk Yuriy, Vovk Iryna, Dzyura Volodymyr, Tson Oleg , 2016 — Режим доступу: http://elartu.tntu.edu.ua/handle/lib/21269
- Kryvyi P. Instrument for inner cylinder surfaces vibrating rolling and its structural parameters determination technique / Petro Kryvyi, Volodymyr Dzyura // Вісник ТНТУ, — Т. : ТНТУ, 2016 — Том 82. — № 2. — С. 70-81. — (Машинобудування, автоматизація виробництва та процеси механічної обробки).
- Патент на корисну модель № 103173, Інструмент для чистового фінішного оброблення циліндричних поверхонь. Україна МПК (2015.01) B24B 39/00, Дзюра В. О., заявник і власник патенту патенту Тернопільський національний технічний університет імені Івана Пулюя — № u2015 04499. Заявл. 08.05.2015., Опубл. 10.12.2015, Бюл.№ 23. — 8с.
- Федорко Н. В. Обгрунтування способу навантажувально–розвантажувальних робіт / Н. В. Федорко, О. П. Цьонь, В. О. Дзюра // Збірник тез доповідей Ⅳ Міжнародної науково-технічної конференції молодих учених та студентів «Актуальні задачі сучасних технологій», 25-26 листопада 2015 року — Т. : ТНТУ, 2015 — Том 1. — С. 244. — (Сучасні технології в будівництві, транспорті, машино- та приладобудуванні).
- Дзюра В. О. Математична модель функціонування шнекового механізму пневмошнекового транспортера [Електронний ресурс] / Дзюра Володимир Олексійович, Романовський Роман Михайлович, Гевко Роман Богданович , 2015 — Режим доступу: http://elartu.tntu.edu.ua/handle/123456789/5703
- Метод визначення впливу кривизни обробленої поверхні сформованої обточуванням та розточуванням на її шорсткість / П. Д. Кривий, В. О. Дзюра, Н. М. Тимошенко, П. П. Кривінський, С. П. Бутрин // Збірник тез доповідей Ⅳ Міжнародної науково-технічної конференції молодих учених та студентів «Актуальні задачі сучасних технологій», 25-26 листопада 2015 року — Т. : ТНТУ, 2015 — Том 1. — С. 135—136. — (Сучасні технології в будівництві, транспорті, машино- та приладобудуванні).
- Дзюра В. А. Статистическое оценивание отклонений от округлости свертных втулок приводных роликовых цепей. Международный инженерный журнал «Приводы и компоненты машин», 2015, № 4-5.2015(17). Научно-исследовательское предприятие «Подьемтранссервис», 2015. — с. 10-14.
- Грицай І. Є., Кривий П. Д., Дзюра В. О., Яцюк В. А. Ймовірнісний метод оцінювання впливу подачі на шорсткість поверхні, отриманої в процесі різання пластичних сплавів. Матеріали ІІІ Всеукраїнської науково-технічної конференції «прогресивні технології в машинобудуванні», (м. Львів, 2-6 лютого 2015 року) Львів, Львівська політехніка. 2015. — с.35-37.
- Кривий П. Д., Дзюра В. О., Тимошенко Н. М. Статистичне оцінювання відхилень від круглості поперечних перерізів внутрішніх циліндричних поверхонь згортних втулок приводних роликових ланцюгів. XV Всеукраїнська молодіжна науково-технічна конференція «Машинобудування України очима молодих: прогресивні ідеї-наука- виробництво», (Житомир, 04–07 листопада. 2015.) / М-во освіти і науки, молоді та спорту України, Житом. держ. техн. ун-т [та ін]. — Житомир: ЖДТУ, 2015. — С.50-53
- Кривий П. Д., Дзюра В. О., Тимошенко Н. М. Прогресивна технологія формування регулярних мікрорельєфів на довгомірних циліндричних поверхнях. Дванадцятий Міжнародний симпозіум українських інженерів-механіків у Львові: Тези доповідей. — Львів: КІНПАТРІ ЛТД. — 2015. — с. 85-86
- Турецька Т. П. Організація диспетчерського керівництва автобусами на маршрутах / Т. П. Турецька, В. О. Дзюра // Збірник тез доповідей Ⅳ Міжнародної науково-технічної конференції молодих учених та студентів «Актуальні задачі сучасних технологій», 25-26 листопада 2015 року — Т. : ТНТУ, 2015 — Том 1. — С. 242—243. — (Сучасні технології в будівництві, транспорті, машино- та приладобудуванні).
- Статистичне оцінювання відхилень від круглості на основі гармонічного аналізу і теорії малої вибірки / Петро Кривий, Володимир Дзюра, Надія Тимошенко, Юрій Апостол // Матеріали Міжнародної науково-технічної конференції «Фундаментальні та прикладні проблеми сучасних технологій», 19–21 травня 2015 року — Т. : ТНТУ, 2015 — С. 97-98. — (Сучасні технології в будівництві, транспорті, машино- та приладобудуванні).
- Модернізація токарного верстата для оброблення отворів довгомірних циліндрів / Петро Кривий, Володимир Крупа, Володимир Дзюра, Володимир Кушпіль // Матеріали Міжнародної науково-технічної конференції «Фундаментальні та прикладні проблеми сучасних технологій», 19–21 травня 2015 року — Т. : ТНТУ, 2015 — С. 95-96. — (Сучасні технології в будівництві, транспорті, машино- та приладобудуванні).
- Методичні вказівки для виконання розрахунково-графічної роботи з дисципліни: «Основи технології виробництва і ремонту автомобілів» / . — Тернопіль: ТНТУ , 2014 — 22 с.
- Патент 87248 UA, МПК F16D 41/00. Муфта обгону двосторонньої дії [Текст] / Дячун Андрій Євгенович, Дзюра Володимир Олексійович, Ляшук Олег Леонтійович, Босюк Павло Володимирович (Україна) — опубл. 27.01.2014.
- Кривий П. Д. Визначення впливу подачі на шорсткість поверхні обробленої різанням / Кривий П. Д., Дзюра В. О., Крупа В. В., Тимошенко Н. М., Дубиняк Т. С. // Актуальні задачі сучасних технологій: зб. тез доповідей міжнар. наук.-техн. конф. молодих учених та студентів, (Тернопіль, 19–20 грудн. 2014.) / М-во освіти і науки України, Терн. націон. техн. ун-т ім. І. Пулюя [та ін]. — Тернопіль: ТНТУ, 2014. — С. 91-93
- Методичні вказівки для розв'язку задач з курсу «Основи конструкцій автотранспортних засобів» для студентів всіх форм навчання за напрямком підготовки 6.070106 «Автомобільний транспорт» / . — Тернопіль: ТНТУ , 2014 — 20 с.
- Ганиш М. В. Розроблення технології ремонту барабанів гальмівних механізмів / М. В. Ганиш, В. О. Дзюра // Збірник тез доповідей Міжнародної науково-технічної конференції молодих учених та студентів «Актуальні задачі сучасних технологій», 19-20 листопада 2014 року — Т. : ТНТУ, 2014 — С. 80-81. — (Сучасні технології в будівництві, транспорті, машино- та приладобудуванні).
- Методичні вказівки до виконання курсового проекту з дисципліни «Автомобілі». Розділ «Розрахунок агрегатів та вузлів автомобіля. Розрахунок балок мостів і гальмівних механізмів» / . — Тернопіль: ТНТУ , 2014 — 40 с.
- Гевко Б. М. Навчальний посібник до виконання кваліфікаційної випускної роботи бакалавра для студ. усіх форм навч. напряму підготовки 6.090258 «Автомобільний транспорт» / Гевко Б. М., Матвійчук А. В., Дзюра В. О. . — Тернопіль: ТНТУ , 2014 — 90 с.
- Визначення впливу подачі на шорсткість поверхні обробленої різанням / П. Д. Кривий, В. О. Дзюра, В. В. Крупа, Н. М. Тимошенко, Т. С. Дубиняк // Збірник тез доповідей Міжнародної науково-технічної конференції молодих учених та студентів «Актуальні задачі сучасних технологій», 19-20 листопада 2014 року — Т. : ТНТУ, 2014 — С. 91-93. — (Сучасні технології в будівництві, транспорті, машино- та приладобудуванні).
- Методичні вказівки до виконання курсового проекту з дисципліни «Автомобілі». Розділ «Розрахунок агрегатів та вузлів автомобіля. Розрахунок органів керування автомобіля» / . — Тернопіль: ТНТУ , 2014 — 47 с.
- Патент 92616 UA, МПК F16D 41/00. Храповий механізм двосторонньої дії [Текст] / Гудь Віктор Зіновійович, Дзюра Володимир Олексійович, Дячун Андрій Євгенович, Стефанів Володимир Михайлович, Босюк Павло Володимирович, Пономаренко Сергій Володимирович (Україна) — опубл. 26.08.2014.
- Методичні вказівки до виконання практичних занять № 10, 11, 12, 13, 14 з дисципліни «Автомобілі. Аналіз конструкцій, робочі процеси та основи розрахунку автомобілів» / . — Тернопіль: ТНТУ , 2014 — 34 с. — Режим доступу: http://
- Патент 85011 UA, МПК B65G 33/14. Секційна гвинтова спіраль [Текст] / Ляшук Олег Леонтійович, Любачівський Роман Орестович, Клендій Володимир Миколайович, Гевко Ігор Богданович, Дзюра Володимир Олексійович (Україна) — опубл. 11.11.2013.
- Патент 76866 UA, МПК A01C 7/04. Механічний однозерновий висівний апарат [Текст] / Лотоцький Роман Ігорович, Заєць Максим Леонідович, Гевко Богдан Матвійович, Дзюра Володимир Олексійович, Павельчук Юрій Федорович (Україна) — опубл. 25.01.2013.
- Патент 78429 UA, МПК A01C 7/04. Однозерновий механічний висівний апарат [Текст] / Заєць Максим Леонідович, Павельчук Юрій Федорович, Гевко Богдан Матвійович, Лотоцький Роман Ігорович, Дзюра Володимир Олексійович (Україна) — опубл. 25.03.2013.
- Патент 79517 UA, МПК A01C 7/04. Однозерновий апарат висіву насіння з точним розміщенням зерен в ґрунті [Текст] / Білик Стефанія Григорівна, Гевко Ігор Богданович, Павельчук Юрій Федорович, Дзюра Володимир Олексійович, Лотоцький Роман Ігорович (Україна) — опубл. 25.04.2013.
- Оптимізація технічних рішень механоскладального виробництва: Конспект лекцій / . — Тернопіль: ТНТУ , 2013 — 80 с.
- Патент 83805 UA, МПК B23B 5/00. Спосіб одночасного проточування довгомірних деталей складних профілів [Текст] / Гевко Ігор Богданович, Пилипець Михайло Ількович, Дзюра Володимир Олексійович (Україна) — опубл. 25.09.2013.
- Патент 81678 UA, МПК G01F 13/00, A01C 7/12. Стенд для дослідження висівних апаратів сівалок [Текст] / Білик Стефанія Григорівна, Дзюра Володимир Олексійович, Лотоцький Роман Ігорович, Гевко Ігор Богданович, Павельчук Юрій Федорович (Україна) — опубл. 10.07.2013.
- Кривий П. Імовірнісний підхід при визначенні відносної площі віброобкочування плоских поверхонь [Електронний ресурс] / Кривий П. Д., Тимошенко Н. М., Дзюра Володимир Олексійович, Кашуба Н. П., Kryvyy P.D., Tymochenko N.М., Dzyura V.О., Kashuba N.P. : Тернопільський національний технічний університет ім. Івана Пулюя , 2013 — Режим доступу: http://elartu.tntu.edu.ua/handle/123456789/4903
- Кривий П. Д. Пристрій для вимірювання силових характеристик процесу різання при обробленні внутрішніх циліндричних поверхонь [Електронний ресурс] / Кривий Петро Дмитрович, Крупа Володимир Васильович, Дзюра Володимир Олексійович, Kryvyy P.D., Krupa V.V., Dzyura V.O. : Тернопільський національний технічний університет ім. Івана Пулюя , 2013 — Режим доступу: http://elartu.tntu.edu.ua/handle/123456789/4902
- Патент 85010 UA, МПК B65G 33/14. Гвинтова секційна спіраль [Текст] / Дзюра Володимир Олексійович, Дячун Андрій Євгенович, Клендій Володимир Миколайович, Гевко Ігор Богданович, Комар Роман Васильович (Україна) — опубл. 11.11.2013.
- Патент 86461 UA, МПК B24B 39/04. Інструмент для чистової обробки поверхневим пластичним деформуванням [Текст] / Кривий Петро Дмитрович, Дзюра Володимир Олексійович, Кобельник Володимир Романович, Кашуба Назар Петрович (Україна) — опубл. 25.12.2013.
- Гевко Р. Б. Визначення раціональних параметрів процесу транспортування сипких матеріалів пневматичними конвеєрами періодичної дії / Роман Гевко, Володимир Дзюра, Роман Романовський // Збірник праць. Т.7: Праці Інженерно-технічної комісії / Тернопільський осередок Наукового товариства ім. Шевченка / відп. ред.: М. Андрейчин, ред. тому: П. Ясній. — Тернопіль: Джура, 2012. — Том 7. — С. 80-87. — (машинобудування, механіка, матеріалознавство).
- Збірник праць Тернопільського осередку Наукового товариства ім. Шевченка. Том 7. — Тернопіль: Джура, 2012. — 214 с.
- Гевко Р. Б. Дослідження продуктивності процесу транспортування сипких матеріалів пневмо-механічним транспортером / Р. Б. Гевко, В. О. Дзюра, Р. М. Романовський // Тези доповідей наукового семінару «Підйомно-транспортні машини», 26-29 березня 2012 року — Т. : ТНТУ, 2012 — С. 19-20.
- Дзюра В. О. Технологічне оснащення для виготовлення приводних пасів машин / Дзюра В. О., Ляшук О., Логуш І., Фльонц О., Чвартацький І., Гевко Іг. Б. // Вісник Тернопільського національного технічного університету , 2012 — том 14. — с.155-161
- Патент 68112 UA, МПК B65G 33/00. Стенд для дослідження силових параметрів процесу транспортування сипких матеріалів [Текст] / Романовський Роман Михайлович, Гевко Роман Богданович, Дзюра Володимир Олексійович (Україна) — опубл. 12.03.2012.
- Кривий П. Д. Математичні моделі регулярних мікрорельєфів сформованих на зовнішніх поверхнях одночасно осцилюючими віброобкатниками [Електронний ресурс] / Кривий Петро Дмитрович, Дзюра Володимир Олексійович, Апостол Юрій Орестович, Kryvyj Petro, Dzyura Volodymyr, Apostol Yuriy: Тернопільський національний технічний університет ім. Івана Пулюя , 2012 — Режим доступу: http://elartu.tntu.edu.ua/handle/123456789/2475
- Патент 75666 UA, МПК E02F 9/00. Установка для виготовлення глибоких свердловин [Текст] / Дзюра Володимир Олексійович, Гевко Ігор Богданович, Буртник Андрій Михайлович, Комар Роман Васильович, Ляшук Олег Леонтійович, Гевко Богдан Матвійович, Хорошун Роман Васильович (Україна) — опубл. 10.12.2012.
- Білик С. Розмірний аналіз точності контактних кроків тягових безвтулкових пластинчастих ланцюгів із співвісними ступінчастими валиками / Білик С., Дзюра В. О., Лящук О., Диня В. // Вісник Тернопільського національного технічного університету , 2011 — том 14. — с.100-108
- Гевко Ів. Б. Експериментальне обладнання для дослідження механічних систем / Гевко Ів. Б., Брощак І. І., Сай В., Дзюра В. О., Романовський Р. // Вісник Тернопільського національного технічного університету , 2011 — том 16. — с.96-104
- Патент 64376 UA, МПК B21C 37/30. Кульковий дорн для дорнування внутрішніх частково-циліндричних осьових канавок [Текст] / Дзюра Володимир Олексійович, Кривий Петро Дмитрович (Україна) — опубл. 10.11.2011.
- Розмірний аналіз точності контактних кроків тягових безвтулкових пластинчастих ланцюгів із співвісними ступінчастими валиками / Білик С., Дзюра В., Ляшук О., Диня В. // Вісник ТНТУ. — 2011. — Том 17. — № 2. — С.100-108. — (машинобудування, автоматизація виробництва та процеси механічної обробки).
- Патент 61567 UA, МПК B65G 53/00. Пневмомеханічний транспортер [Текст] / Романовський Роман Михайлович, Вітровий Андрій Орестович, Дзюра Володимир Олексійович, Гевко Роман Богданович (Україна) — опубл. 25.07.2011.
- Патент 60544 UA, МПК B24B 39/00. Пристрій для нарізання гвинтових шліцьових канавок [Текст] / Пономаренко Сергій Володимирович, Дзюра Володимир Олексійович, Шевчук Оксана Степанівна, Нагорняк Галина Степанівна (Україна) — опубл. 25.06.2011.
- Технологічні основи виготовлення напівкруглих канавок елементів з'єднань: Монографія / . — Тернопіль: Тайп , 2011—173 с.
- Методичні вказівки для практичних і самостійних занять на тему: «Розробка кованих заготовок» з курсу: «Технологічні методи виробництва заготовок деталей машин» / . — Тернопіль: ТНТУ , 2011 — 18 с.
- Фірмове обслуговування транспортних засобів: Конспект лекцій / . — Тернопіль: ТНТУ , 2011—127 с.
- Патент 53261 UA, МПК B23D 43/00. Гвинтова протяжка [Текст] / Гевко Богдан Матвійович, Шевчук Оксана Степанівна, Дзюра Володимир Олексійович, Гевко Ігор Богданович (Україна) — опубл. 27.09.2010.
- Дзюра В. О. Визначення силових характеристик процесувальцювання кульок у направляючі / Дзюра В. О., Логуш І., Гевко Іг. Б., Кркук В. // Вісник Тернопільського національного технічного університету , 2010 — том 14. — с.75-80
- Патент 51992 UA, МПК B65G 53/04. Шнековий пневмомеханічний секційний транспортер [Текст] / Гевко Роман Богданович, Погріщук Борис Васильович, Дзюра Володимир Олексійович, Романовський Роман Михайлович (Україна) — опубл. 10.08.2010.
- Дзюра В. О. Динамічна модель процесу проточування зовнішніх гвинтових канавок / Дзюра В. О., Палюх А. // Вісник ТДТУ. — 2010. — Том 15. — № 1. — С. 157—162. — (машинобудування, автоматизація виробництва та процеси механічної обробки).
- Методичні вказівки для виконання лабораторних робіт з курсу «Технологія машинобудування» для студ. всіх форм навчання: Лабораторна робота № 8 / . — Тернопіль: ТНТУ , 2010 — 9 с.
- Методичні вказівки для виконання лабораторних робіт з курсу «Технологія машинобудування» для студ. всіх форм навчання: Лабораторна робота № 10 / . — Тернопіль: ТНТУ , 2010 — 18 с.
- Патент 53865 UA, МПК F16C 15/00. Оправка сегментна конусна [Текст] / Пономаренко Сергій Володимирович, Дзюра Володимир Олексійович, Вовк Юрій Ярославович, Стефанів Володимир Михайлович, Гевко Богдан Матвійович (Україна) — опубл. 25.10.2010.
- Патент 50887 UA, МПК B65G 33/16. Подавальний транспортер [Текст] / Крук Володимир Васильович, Дзюра Володимир Олексійович, Пік Андрій Іванович, Ляшук Олег Леонтійович, Кирик Олег Михайлович (Україна) — опубл. 25.06.2010.
- Патент 51223 UA, МПК B23B 31/00. Кульковий запобіжний патрон [Текст] / Гевко Ігор Богданович, Гагалюк Андрій Валерійович, Пік Андрій Іванович, Гевко Роман Богданович, Дзюра Володимир Олексійович (Україна) — опубл. 12.07.2010.
- Палюх А. Технологічне оснащення для виготовлення гвинтових канавок у елементах рульового механізму автомобілів / Андрій Палюх, Володимир Дзюра // Збірник тез доповідей Міжнародної науково-технічної конференції молодих учених та студентів «Актуальні задачі сучасних технологій», 21-22 грудня 2010 року — Т. : ТНТУ, 2010 — С. 59. — (Секція: Сучасні технології в машино- та приладобудуванні).
- Дзюра В. О. Динамічна модель процесу проточування зовнішніх гвинтових канавок / Дзюра В. О., Палюх А. // Вісник Тернопільського державного технічного університету , 2010 — том 14. — с.157-162 — Режим доступу: http://
- Експериментальне обладнання для дослідження механічних систем / Гевко Ів., Брощак І., Сай В. [та ін.] // Вісник ТНТУ. — 2011. — Том 16. — № 1. — С.96-104. — (машинобудування, автоматизація виробництва та процеси механічної обробки).
- Гевко P. Інженерна методика розрахунку конструктивно-енергетичних параметрів пневмомеханічного конвеєра для транспортування сипучих матеріалів / Гевко P., Романовський P., Дзюра В. // Вісник ТНТУ. — 2010. — Том 15. — № 3. — С. 54-58. — (машинобудування, автоматизація виробництва та процеси механічної обробки).
- Визначення силових характеристик процесу вальцювання кульок у направляючі / Дзюра В., Логуш І, Гевко І, Крук В. // Вісник ТНТУ. — 2010. — Том 15. — № 3. — С. 75-80. — (машинобудування, автоматизація виробництва та процеси механічної обробки).
- Патент 52137 UA, МПК G01B 3/00. Контрольний пристрій для заміру співвісності розміщення отворів в корпусних деталях [Текст] / Гевко Ігор Богданович, Ляшук Олег Леонтійович, Пік Андрій Іванович, Шевчук Оксана Степанівна, Дзюра Володимир Олексійович (Україна) — опубл. 10.08.2010.
- Методичні вказівки для виконання практичних робіт з курсу «Діагностування технічного стану автомобілів» / . — Тернопіль: ТНТУ , 2010 — 41 с.
- Методичні вказівки для практичних і самостійних занять на тему: «Розробка литих заготовок» з курсу: «Технологічні методи виробництва заготовок деталей машин» для студ. всіх форм навчання / . — Тернопіль: ТНТУ , 2010 — 26 с.
- Гевко Р. Інженерна методика розрахунку конструктивно-енергетичних параметрів пневмомеханічного конвеєра для транспортування сипучих матеріалів / Гевко Р., Романовський Р., Дзюра В. О. // Вісник Тернопільського національного технічного університету , 2010 — том 14. — с.54-58
- Патент 50886 UA, МПК B21D 39/00. Пристрій для завальцювання кульок в напрямні [Текст] / Дячун Андрій Євгенович, Гевко Богдан Матвійович, Крук Володимир Васильович, Дзюра Володимир Олексійович, Гевко Іван Богданович, Ляшук Олег Леонтійович (Україна) — опубл. 25.06.2010.
- Патент 38956 UA, МПК B21B 19/00, B23D 43/00. Самовстановлюваний пристрій для дорнування внутрішніх напівкруглих гвинтових канавок [Текст] / Диня Володимир Іванович, Гевко Богдан Матвійович, Дзюра Володимир Олексійович, Шевчук Оксана Степанівна (Україна) — опубл. 26.01.2009.
- Гевко Р. Проектування пневмо-механічного транспортера сипких матеріалів / Гевко Р., Дзюра В. О., Романовський Р. // Вісник Тернопільського державного технічного університету , 2009 — том 14. — с.84-88
- Патент 41969 UA, МПК F16B 37/00. Шліцева стопорна гайка [Текст] / Івасечко Роман Романович, Ляшук Олег Леонтійович, Дзюра Володимир Олексійович, Диня Володимир Іванович (Україна) — опубл. 25.06.2009.
- Патент 45146 UA, МПК B23Q 37/00. Спосіб нарізання конвеєрної стрічки на смуги [Текст] / Гевко Іван Богданович, Брощак Іван Іванович, Дзюра Володимир Олексійович, Фльонц Олег Володимирович, Ляшук Олег Леонтійович (Україна) — опубл. 26.10.2009.
- Патент 46250 UA, МПК B23P 9/00. Спосіб відновлення підшипників кочення [Текст] / Рис Василь Іванович, Диня Володимир Іванович, Гевко Іван Богданович, Дзюра Володимир Олексійович, Чухрай Володимир Євгенович (Україна) — опубл. 10.12.2009.
- Гевко Р. Поектування пневмо-механічного транспортера сипких матеріалів / Р. Гевко, В. Дзюра, Р. Романовський // Вісник ТДТУ. — 2009. — Том 14. — № 4. — С. 84-88. — (машинобудування, автоматизація виробництва та процеси механічної обробки).
- Патент 44148 UA, МПК B65G 33/00, G01M 13/00. Стенд для дослідження навантаження на витки гвинтової пари гвинтового механізму [Текст] / Любачівський Роман Орестович, Дзюра Володимир Олексійович, Брощак Іван Іванович, Ляшук Олег Леонтійович, Гупка Андрій Богданович, Гевко Іван Богданович, Шевчук Оксана Степанівна, Диня Володимир Іванович (Україна) — опубл. 25.09.2009.
- Конспект лекцій з дисципліни «Автотехнічна експертиза дорожньо-транспортних пригод» для студ. усіх форм навчання / . — Тернопіль: ТДТУ , 2009—107 с.
- Патент 44549 UA, МПК F16B 33/00. Стопорне шліцеве з'єднання [Текст] / Брощак Іван Іванович, Івасечко Роман Романович, Ляшук Олег Леонтійович, Гевко Іван Богданович, Дзюра Володимир Олексійович, Диня Володимир Іванович (Україна) — опубл. 12.10.2009.
- Патент 44544 UA, МПК B65G 53/00. Шнековий пневмомеханічний транспортер [Текст] / Дзюра Володимир Олексійович, Гевко Роман Богданович, Романовський Роман Михайлович (Україна) — опубл. 12.10.2009.
- Методичні вказівки для виконання практичних занять з курсу «Технологія машино- і автомобілебудування», «Додаткове обладнання та передпродажна підготовка автомобілів»: На тему: «Технологія та обладнання для відновлення автомобільних деталей» для студентів всіх форм навчання / . — Тернопіль: ТДТУ , 2008 — 15 с.
- Патент 33223 UA, МПК B23P 9/00. Пристрій для обтиснення шліцевих втулок [Текст] / Дзюра Володимир Олексійович, Крук Володимир Володимирович, Гевко Богдан Матвійович (Україна) — опубл. 10.06.2008.
- Патент 35248 UA, МПК F16H 1/16, A01D 69/00. Черв'ячна передача [Текст] / Івасечко Роман Романович, Ляшук Олег Леонтійович, Дзюра Володимир Олексійович, Гевко Іван Богданович (Україна) — опубл. 10.09.2008.
- Патент 33825 UA, МПК G01B 5/20. Контрольний пристрій для заміру внутрішніх напівкруглих шліцьових канавок [Текст] / Дзюра Володимир Олексійович, Шевчук Оксана Степанівна, Гевко Богдан Матвійович, Крук Володимир Володимирович (Україна) — опубл. 10.07.2008.
- Патент 34063 UA, МПК B21C 37/06. Кульковий дорн зворотної дії [Текст] / Дзюра Володимир Олексійович, Крук Володимир Володимирович, Гевко Ігор Богданович, Шевчук Оксана Степанівна (Україна) — опубл. 25.07.2008.
- Патент 33133 UA, МПК B23P 9/00. Спосіб обтискування шліцевих втулок [Текст] / Дзюра Володимир Олексійович, Гевко Богдан Матвійович, Воляк Ігор Ярославович, Крук Володимир Володимирович (Україна) — опубл. 10.06.2008.
- Кривий П., Дзюра В., Нагорняк Г. Розмірний аналіз величини підйому на зуб дорна кочення для абсолютно пластичних матеріалів // Вісник ТДТУ. — 2008. — Том 13. — № 4. — ст.. 67-71. — (машинобудування, автоматизація виробництва та процеси механічної обробки).
- Патент 30973 UA, МПК B24B 39/00. Пристрій для калібрування осьових півкруглих канавок деталей машин [Текст] / Шевчук Оксана Степанівна, Крук Володимир Васильович, Дзюра Володимир Олексійович, Гевко Богдан Матвійович (Україна) — опубл. 25.03.2008.
- Патент 35277 UA, МПК E02F 9/00. Навісний гвинтовий ямокопач [Текст] / Гевко Ігор Богданович, Гевко Іван Богданович, Рогатинська Лілія Романівна, Дзюра Володимир Олексійович, Ляшук Олег Леонтійович (Україна) — опубл. 10.09.2008.
- Патент 33063 UA, МПК B21C 37/06. Дорн для обробки напівкруглих гвинтових канавок [Текст] / Гевко Богдан Матвійович, Шевчук Оксана Степанівна, Дзюра Володимир Олексійович, Крук Володимир Володимирович (Україна) — опубл. 10.06.2008.
- Патент 29132 UA, МПК G01B 3/00. Пристрій для заміру параметрів шліцевих валів [Текст] / Гевко Іван Богданович, Фльонц Олег Володимирович, Дзюра Володимир Олексійович, Крук Володимир Васильович (Україна) — опубл. 10.01.2008.
- Кривий П. Д. Розмірний аналіз величини підйому на зуб дорна кочення для абсолютно пластичних матеріалів / Кривий П. Д., Дзюра В. О., Нагорняк Г. // Вісник Тернопільського державного технічного університету , 2008 — том 13. — с.67-71
- Методичні вказівки до практичних занять і самостійної роботи з курсу «Основи технології машинобудування» для студентів всіх форм навчання за напрямком підготовки 6.0902 «Інженерна механіка» / . — Тернопіль: ТДТУ , 2008 — 37 с.
- Методичні вказівки до лабораторних занять з курсу «Технологія машино- і автомобілебудування», «Додаткове обладнання та передпродажна підготовка автомобілів» на тему: "Технологія та обладнання для відн: л.р. ТМ і АБ 1-7 / . — Тернопіль: ТДТУ , 2008 — 47 с.
- Патент 33066 UA, МПК B23Q 37/00. Установка для порізки гладкої конвеєрної стрічки на смуги [Текст] / Фльонц Олег Володимирович, Білик Стефанія Григорівна, Дзюра Володимир Олексійович, Ляшук Олег Леонтійович, Воляк Ігор Ярославович (Україна) — опубл. 10.06.2008.
- Патент 22495 UA, МПК B21C 37/15. Пристрій для обробки напівкруглих шліцевих пазів [Текст] / Дзюра Володимир Олексійович, Гевко Іван Богданович, Гевко Богдан Матвійович (Україна) — опубл. 25.04.2007.
- Патент 23321 UA, МПК E02F 9/00. Гвинтовий ямокопач [Текст] / Гевко Іван Богданович, Гевко Роман Богданович, Колісник Олег Анатолійович, Дзюра Володимир Олексійович (Україна) — опубл. 25.05.2007.
- Патент 20111 UA, МПК B66D 3/00. Піднімально-транспортна гвинтова лебідка [Текст] / Колесник Олег Анатолійович, Дзюра Володимир Олексійович, Гевко Іван Богданович (Україна) — опубл. 15.01.2007.
- Патент 24594 UA, МПК B21D 11/00. Пристрій для навивання соленоїдів [Текст] / Гевко Іван Богданович, Дзюра Володимир Олексійович, Казюка Ігор Євгенович (Україна) — опубл. 10.07.2007.
- Дзюра В. О. Технологічне забезпечення виготовлення внутрішніх півкруглих шліцевих канавок / Дзюра В. О. . — Тернопіль , 2007—163 с.
- Патент 22577 UA, МПК B23K 5/00. Пристрій для зварювання секцій гіперболічного шнека [Текст] / Свідовий Андрій Богданович, Дзюра Володимир Олексійович, Новосад Іван Ярославович, Гевко Богдан Матвійович (Україна) — опубл. 25.04.2007.
- Патент 24991 UA, МПК G01B 3/00. Контрольний пристрій [Текст] / Кочубинська Олена Павлівна, Гевко Іван Богданович, Дзюра Володимир Олексійович, Брощак Іван Іванович (Україна) — опубл. 25.07.2007.
- Патент 24953 UA, МПК G01B 11/22. Пристрій для контролю внутрішніх шліцевих поверхонь [Текст] / Капаціла Людмила Миколаївна, Геник Ігор Степанович, Брощак Іван Іванович, Дзюра Володимир Олексійович, Гевко Іван Богданович (Україна) — опубл. 25.07.2007.
- Патент 28132 UA, МПК B23B 5/00. Оправка для профілювання секцій робочих органів гнучких гвинтових конвеєрів [Текст] / Кричківський Володимир Йосипович, Новосад Іван Ярославович, Дзюра Володимир Олексійович, Гевко Ігор Богданович (Україна) — опубл. 26.11.2007.
- Дзюра В. О. Технологічне забезпечення виготовлення внутрішніх півкруглих шліцевих канавок / Дзюра В. О. . — Тернопіль , 2007 — 21 с.
- Патент 20284 UA, МПК C21D 1/09. Індуктор для гартування деталей типу «тіл обертання» [Текст] / Гевко Іван Богданович, Казюка Ігор Євгенович, Левкович Михайло Генадійович, Брощак Іван Іванович, Дзюра Володимир Олексійович (Україна) — опубл. 15.01.2007.
- Дзюра В. О. Обґрунтування параметрів інструмента для обробки півкруглих шліцевих канавок деталей машин пластичним деформуванням / В. Дзюра // Вісник ТДТУ. — Т. : ТДТУ, 2007. — Том 12. — № 2. — С. 76–81. — (Машинобудування, автоматизація виробництва та процеси механічної обробки).
- Дзюра В. О. Технологічні основи процесу дорнування півкруглих шліцевих канавок деталей машин / Дзюра В. О. // Вісник Тернопільського державного технічного університету , 2007 — том 14. — с.102-107
- Патент 22326 UA, МПК B23D 15/00, B23Q 5/00. Механізм періодичної подачі заготовок [Текст] / Левенець Володимиир Богданович, Дзюра Володимир Олексійович, Брощак Іван Іванович, Гевко Роман Богданович (Україна) — опубл. 25.04.2007.
- Дзюра В. О. Технологічні основи процесу дорнування півкруглих шліцевих канавок деталей машин / В. Дзюра // Вісник ТДТУ. — Т. : ТДТУ, 2007. — Том 12. — № 3. — С. 102—107. — (Машинобудування, автоматизація виробництва та процеси механічної обробки).
- Патент 23330 UA, МПК G01B 3/20. Пристрій для контролю параметрів шліцьових валів [Текст] / Гевко Роман Богданович, Дзюра Володимир Олексійович, Брощак Іван Іванович, Гевко Іван Богданович, Геник Ігор Степанович (Україна) — опубл. 25.05.2007.
- Патент 26884 UA, МПК B21C 37/06. Дорн для обробки напівкруглих шліцевих пазів [Текст] / Гевко Роман Богданович, Дзюра Володимир Олексійович (Україна) — опубл. 10.10.2007.
- Патент 18651 UA, МПК F16H 3/02. Зубчасто-шліцьовий механізм коробок швидкостей [Текст] / Дзюра Володимир Олексійович, Гевко Богдан Матвійович (Україна) — опубл. 15.11.2006.
- Патент 14464 UA, МПК G01B 3/20. Контрольний пристрій для заміру конструктивних параметрів деталей типу «тіл обертання» [Текст] / Колісник Олег Анатолійович, Дзюра Володимир Олексійович, Левенець Володимир Богданович, Ляшук Олег Леонтійович, Геник Ігор Степанович (Україна) — опубл. 15.05.2006.
- Гевко Ів. Б. До питання обгрунтування параметрів гвинтової лебідки / Гевко Ів. Б., Колесник О., Дзюра В. О. // Вісник Тернопільського державного технічного університету , 2006 — том 14. — с.103-108
- Патент 12008 UA, МПК G01B 5/00, G01B 3/20. Мікрометричний нутромір [Текст] / Капаціла Людмила Миколаївна, Дзюра Володимир Олексійович, Гевко Іван Богданович (Україна) — опубл. 16.01.2006.
- Патент 14228 UA, МПК G01N 3/58. Інструментальний вимірювальний комплекс [Текст] / Левенець Володимир Богданович, Дзюра Володимир Олексійович, Гевко Ігор Богданович, Левкович Михайло Генадійович (Україна) — опубл. 15.05.2006.
- Патент 5475 UA, МПК B21C 37/06. Дорн для обробки шліцьових отворів [Текст] / Вовк Ярослав Юрійович, Стойко Ігор Іванович, Гевко Ігор Богданович, Дзюра Володимир Олексійович (Україна) — опубл. 15.03.2005.
- Патент 10254 UA, МПК B65G 33/16. Стенд для дослідження характеристик гвинтових конвеєрів [Текст] / Рогатинська Олена Романівна, Дзюра Володимир Олексійович, Гевко Іван Богданович, Новосад Іван Ярославович (Україна) — опубл. 15.11.2005.
- Патент 10250 UA, МПК B65G 33/26. Гвинтовий конвеєр з гнучким привідним валом [Текст] / Дзюра Володимир Олексійович, Гевко Іван Богданович, Закалов Олександр Володимирович, Добровольська Оксана Олегівна (Україна) — опубл. 15.11.2005.
- Дзюра В. О. Технологічний процес калібрування шліцевих отворів / Дзюра В. О. // Вісник Тернопільського державного технічного університету , 2005 — том 14. — с.95-99
- Патент 10288 UA, МПК B21D 11/06. Пристрій для неперервного навивання труб [Текст] / Вітровий Андрій Орестович, Дзюра Володимир Олексійович, Гевко Іван Богданович, Гевко Ігор Богданович (Україна) — опубл. 15.11.2005.
- Патент 10170 UA, МПК B65G 33/26. Гвинтовий конвеєр з пересипанням [Текст] / Закалов Олександр Володимирович, Гевко Іван Богданович, Дзюра Володимир Олексійович, Добровольська Оксана Олегівна (Україна) — опубл. 15.11.2005.
- Патент 3772 UA, МПК B21D 3/00. Верстат для обробки криволінійних осей [Текст] / Стойко Ігор Іванович, Гевко Ігор Богданович, Вовк Ярослав Юрійович, Дзюра Володимир Олексійович (Україна) — опубл. 15.12.2004.
- Гевко Б. Технологічні методи підвищення точності виготовлення шліцевих отворів у деталях машин / Гевко Б., Гурик О., Зінь М. М., Дзюра В. О. // Вісник Тернопільського державного технічного університету , 2004 — том 9. — с45-49
- Дзюра В. О. Технологічний процес калібрування шліцевих отворів / Дзюра В. // Вісник ТДТУ. — Т. : ТДТУ, 2005. — Том 10. — № 3. — С. 95–99. — (Машинобудування та автоматизація виробництва).